# So you say
«So You Say» es el segundo sencillo de Siobhán Donaghy de su segundo álbum, "Ghosts".

## El sencillo
Siobhan presentó el sencillo el 24 de marzo de 2006 cuando cantó en directo en el Capital FM.
El videoclip fue grabado el 4 de abril de 2006, en Londres.

## Lista de canciones
CD 1
1. «So You Say» (Radio Edit)
2. «Don't Take Me Back»

CD 2
1. «So You Say» ([Álbum Versión)
2. «Don't Give It Up» (Robert Cory Remix)
3. «So You Say» (Acoustic Live)
4. «So You Say» (Video)